# Cyanea eleeleensis
Cyanea eleeleensis är en klockväxtart som först beskrevs av Harold St.John, och fick sitt nu gällande namn av Thomas G. Lammers. Cyanea eleeleensis ingår i släktet Cyanea, och familjen klockväxter. Inga underarter finns listade i Catalogue of Life.